# Trupanea pennula
Trupanea pennula är en tvåvingeart som först beskrevs av Dirlbek och Dirlbekova 1971.  Trupanea pennula ingår i släktet Trupanea och familjen borrflugor. Inga underarter finns listade i Catalogue of Life.